# 아 카르멜라
아 카르멜라(I Ay, Carmela!)는 스페인에서 제작된 카를로스 사우라 감독의 1990년 영화이다. 카르멘 마우라 등이 주연으로 출연하였고 안드레스 빈센테 고메스 등이 제작에 참여하였다.

## 출연

### 주연
- 카르멘 마우라

### 조연
- 가비노 디에고

## 제작진
- 프로듀서: 빅토르 알바란
- 미술: 라파엘 팔메로